# Jámbor Lajos (tanító)
Jámbor Lajos (Ókécske (Pest-Pilis-Solt-Kiskun megye), 1860. október 11. – Újkécske, 1946. január 26.) református tanító, egyházi író.

## Élete
Jámbor József jómódú földmíves és Szabó Sára fia. A gimnázium négy alsó osztályát Kecskeméten, a tanítóképzőt Nagykőrösön végezte. Tanuló korában majd minden osztályban ösztöndíjat és könyvjutalmat nyert. 1881. október 1-jén Pátyra (Pest megye) ment református segédtanítónak; 1882. július 12-én a nagykőrösi tanítóképzőben oklevelet nyert. Segédtanító volt október 1-től 1884. május 1-ig Tökön (Pest megye). Innét a hódmezővásárhelyi református egyház választotta meg a kenyereparti tanyai tanítói állomásra. Ekkor nőül vette Székely-Tasnády Júlia okleveles kisededóvó írónőt. 1885. augusztus 25-én a békési egyház választotta meg IV. osztálybeli leánytanítónak. Később Dévaványán tanított. 1917-ben nyugalomba vonult. Nyugdíjasként 1919 és 1921 között a somi református iskolában volt helyettes tanár. Ezután Ádándra költözött. Neje Székely Júlia (1863–1921) tanítónő itt hunyt el. Ezt követően Ókécskére költözött, ahol másodjára is megnősült, Bárány Erzsébetet vette feleségül 1922. november 22-én. 1946-ban hunyt el Újkécskén, halálát agyvérzés okozta.

## Publikációi
Első költeménye: Sírja felett, a Budapesten (1882) jelent meg; azután a következő lapokba írt rajzokat, elbeszéléseket és költeményeket: Képes Családi Lapok (1883-tól rendes külmunkatársa), Téli Ujság, Világ Tükre, Nemzeti Hirlap (1888-tól). Békésgyulai Hiradó, Békés, Békésmegyei Közlöny, Szarvasi Lapok, Magyar Nők Lapja (melynél félévig a Lugas című gyermeklapot is szerkesztette, melybe gyermekverseket írt), Debreczeni Protestáns Lap, Békési Hirlap, Orosházi Közlöny, Székelyföld, Debreczeni Hiradó, Kécske és Vidéke, Nagy-Kőrös. Budapesti Bazár; a Rózsa K. és neje kiadásában megjelent Naptárakban és a Protestáns Árvaházi Képes Naptárban (1894.), a Vidéki Költők Albumában (Kassa, 1896.); tanügyi és vallásos tartalmú cikkeket írt a Néptanítók Lapjába, a Magyar Paedagógiai Szemlébe, a Protestáns Népiskolai Lapokba, a Protestáns Néptanítóba, a Magyar Protestáns Néptanítóba, a Népiskolai Közlönybe, a Nevelésbe, a Máramarosi Tanügybe, a Protestáns Tanítók lapjába, a Szabad Egyházba, a Nemzeti Nőnevelésbe és a Debreczeni Protestáns Lapba.
Álnevei: Szőke trobadour és Meteor.

## Munkái
- Rózsák és tövisek. Békés, 1886. (Költemények.)
- Árva Zsófi vagy az erényes és munkás élet jutalma. Bpest, 1890. (Nóták, históriák 94. sz. költ.)
- Szenvedők vigasza. Békés, 1891. (Vallásos költ.)
- Összetett kézzel, népiskolai imák. Gyoma, 1892. (Két kiadás 2000 péld.)
- Imakönyvecske. Békés, 1893. (Ev. ref. elemi iskolai imák.)
- Jézus élete képekben. Szöveg a szentírás alapján, a magyar nép számára. Budapest, 1894. (44 képpel.)
- Ó-szövetségi történetek. Szövege a szent-írás alapján a magyar nép számára. Budapest, 1895. (41 képpel.)
- Ezeréves hazánk története. Budapest, 1896.
- Összetett kézzel. Isk. verses könyv. Békés, 1897.
- Alföldi lakodalmaskönyv és vőfélykönyv. Békés, 1897.
- Békés megye földrajza. Farkas Ferenccel együtt, Békés, 1899.
- Elizeus próféta. Békés, 1900.
- Imakönyvecske. Békés, 1901.
- Illyés, a csodatevő próféta. 1901.

Sajtó alá rendezte Karacs Teréz Elbeszéléseinek I. kötetét (Békés, 1890.)